# Oímbra
Oímbra (spanisch: Oimbra) ist ein Ort und das Verwaltungszentrum einer Gemeinde (municipio) mit 1.711 Einwohnern (Stand: 2024) in der Provinz Ourense in der Autonomen Region (Comunidad Autónoma) Galicien im Nordwesten Spaniens.

## Lage und Klima
Oímbra liegt etwa 80 km südöstlich von Ourense an der portugiesischen Grenze in einer Höhe von ca. 430 m. Das vom Atlantik geprägte Klima ist gemäßigt und nicht selten regnerisch (ca. 907 mm/Jahr).

## Bevölkerungsentwicklung der Gemeinde
Legende: Oimbra___Oímbra

Quelle: INE-Archiv – grafische Aufarbeitung für Wikipedia
Durch Fortzug in die umliegenden Städte ist die Bevölkerung seit den 1950er Jahren stetig gesunken.

## Gemeindegliederung
Die Gemeinde Oímbra ist in sieben Parroquias gegliedert:
| Parroquias | Patrozinium           | Einwohner 2024 | Fläche km² | Dichte Einw./km² | Höhe msnm | Ortskennzahl |
| ---------- | --------------------- | -------------- | ---------- | ---------------- | --------- | ------------ |
| Bousés     | Santa Baia            | 170            | 16,06      | 11               | 791       | 32053010000  |
| As Chás    | Santa María das Neves | 95             | 4,37       | 22               | 560       | 32053020000  |
| A Granxa   | San Xoán              | 176            | 9,38       | 19               | 569       | 32053030000  |
| Oímbra     | Santa María           | 608            | 15,94      | 38               | 396       | 32053040000  |
| Rabal      | Santo André           | 195            | 3,51       | 56               | 365       | 32053050000  |
| San Cibrao | Santa Cruz            | 300            | 3,44       | 87               | 373       | 32053060000  |
| Videferre  | Santa María           | 186            | 19,04      | 10               | 818       | 32053070000  |

## Wirtschaft
| Ackerbau, Viehzucht und Fischerei                                                  | 039 | 09,29  |
| Industrie                                                                          | 053 | 012,62 |
| Bauwirtschaft                                                                      | 044 | 010,48 |
| Dienstleistungsbetriebe                                                            | 284 | 067,62 |
| Total                                                                              | 420 | 100,00 |
| * Daten aus dem Statistischen Amt für Wirtschaftliche Entwicklung in Galicien, IGE |     |        |

## Sehenswürdigkeiten
Oímbra ist die Gemeinde Galiciens mit der größten Anzahl dokumentierter Steinweinpressen (Lagar Rupestre), dies zeigt die außergewöhnlich guten Bedingungen von Klimas und Böden für den Weinanbau.
- Kirche Santa Baia in Bousés
- Kreuzkirche in San Cibrao
- Kirche Mariä Schnee in Chas
- Johanniskirche in Granxa
- Marienkirche in Oímbra
- Marienkirche in Videferre
- Rathaus

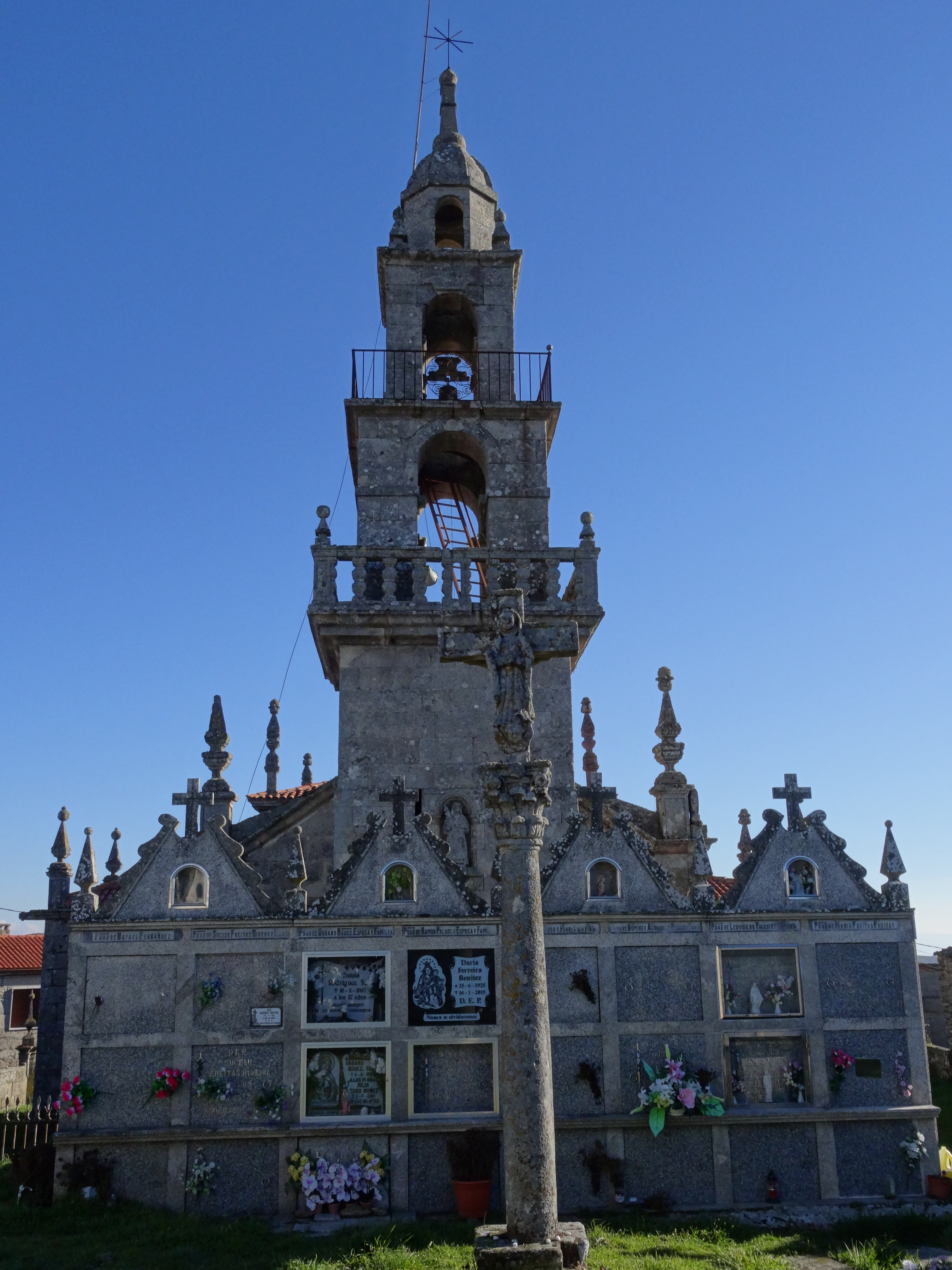
Kirche Santa Baia
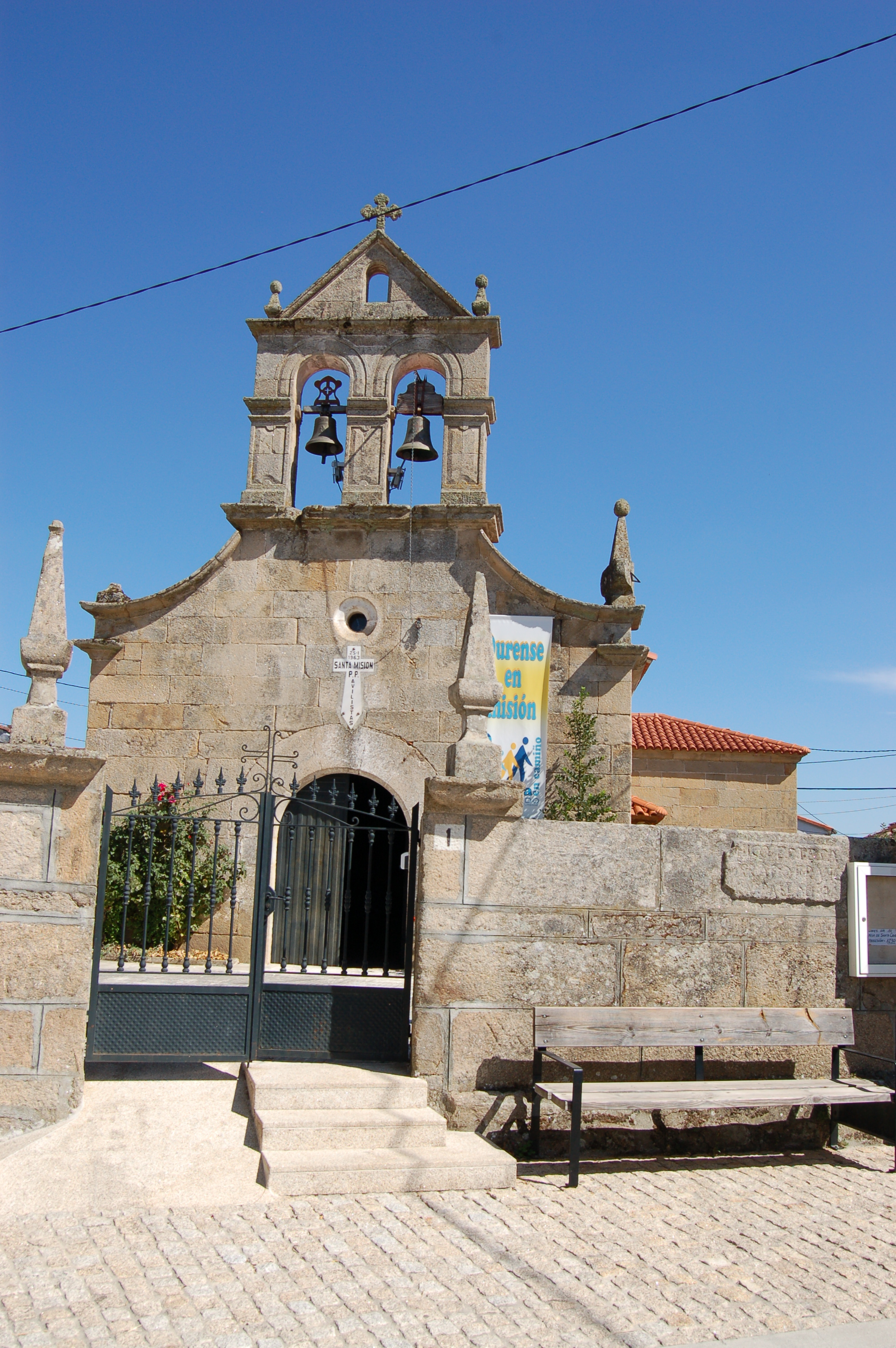
Kreuzkirche
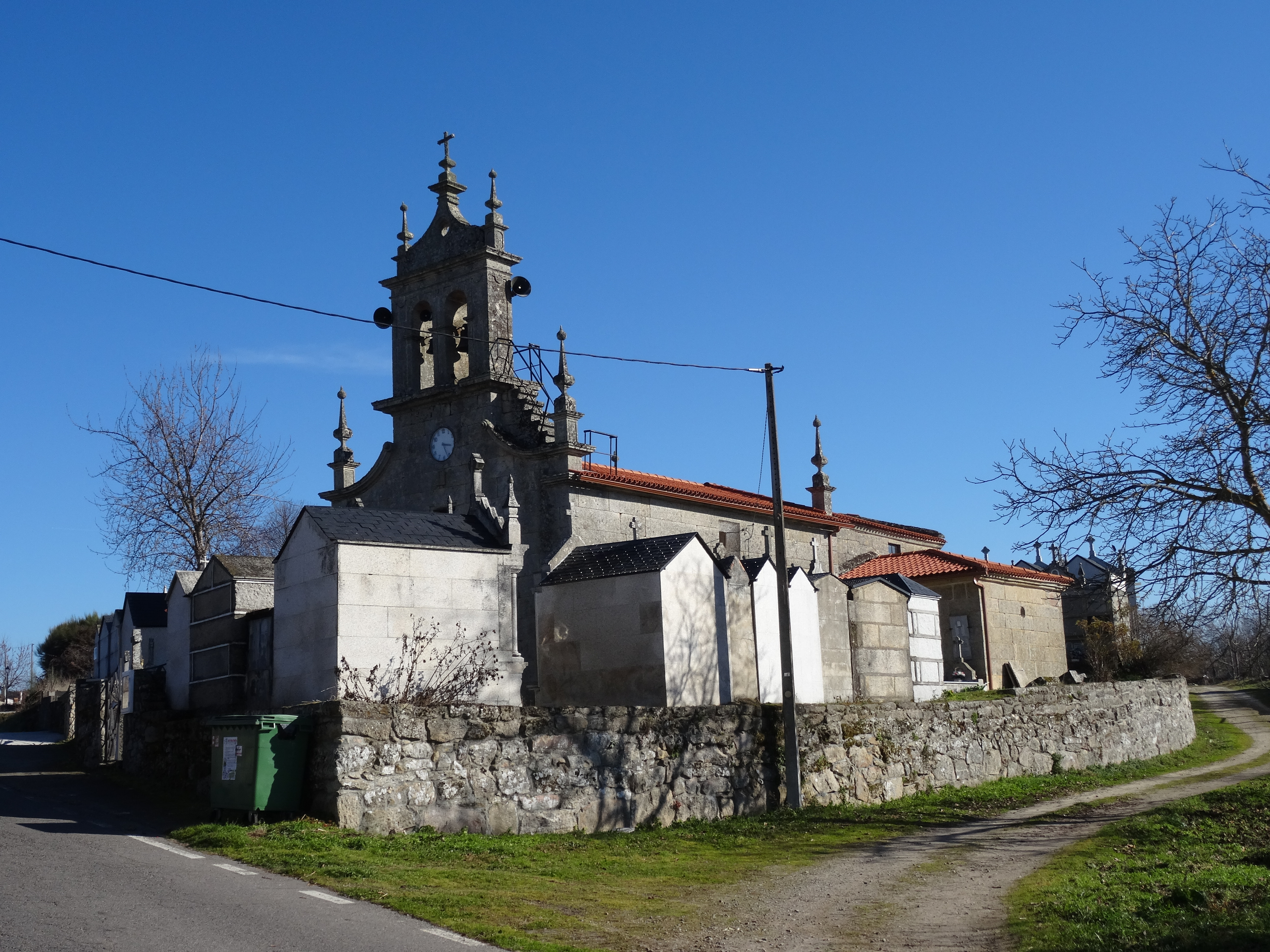
Kirche Mariä Schnee
Johanniskirche
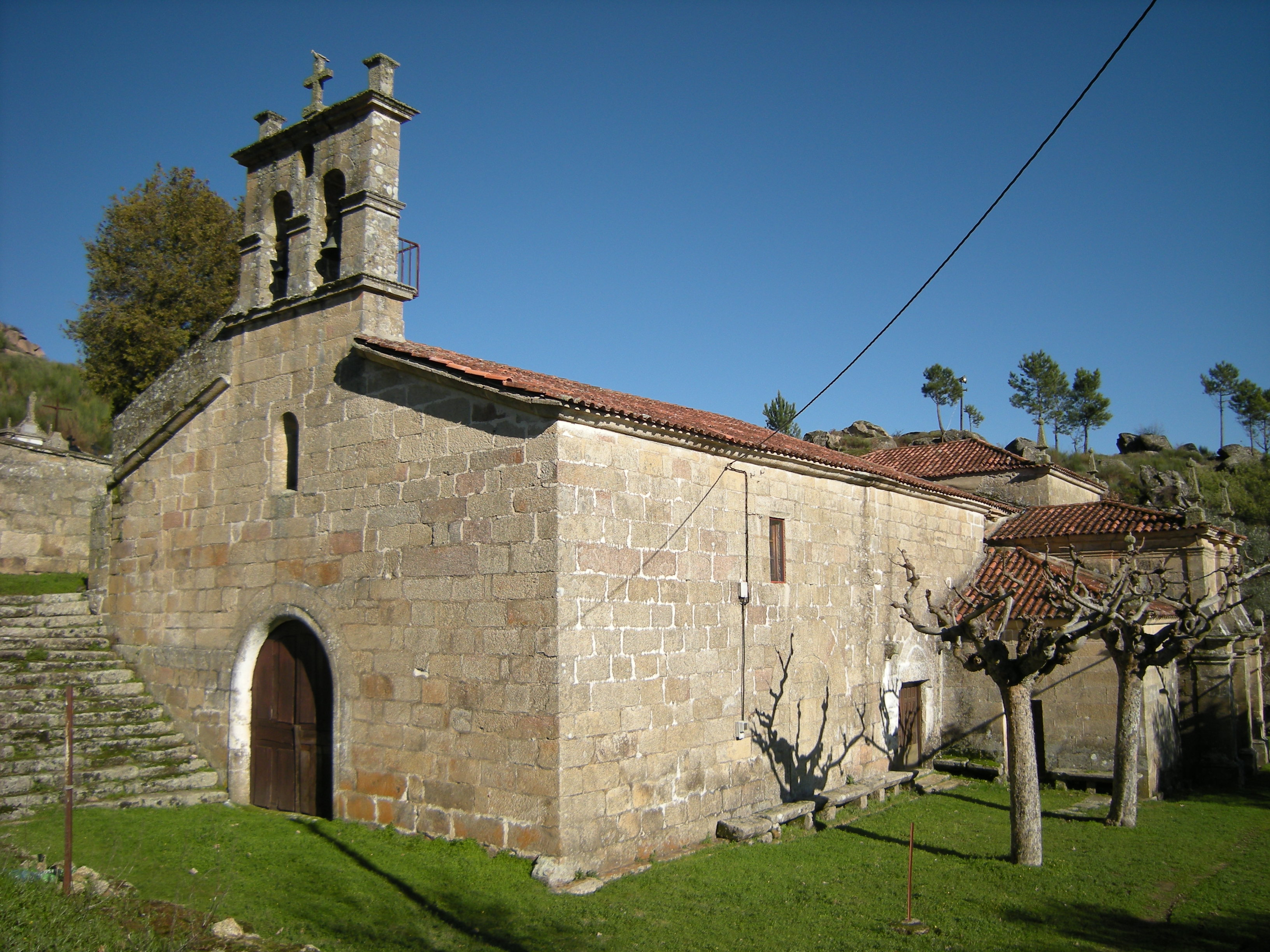
Marienkirche in Oímbra
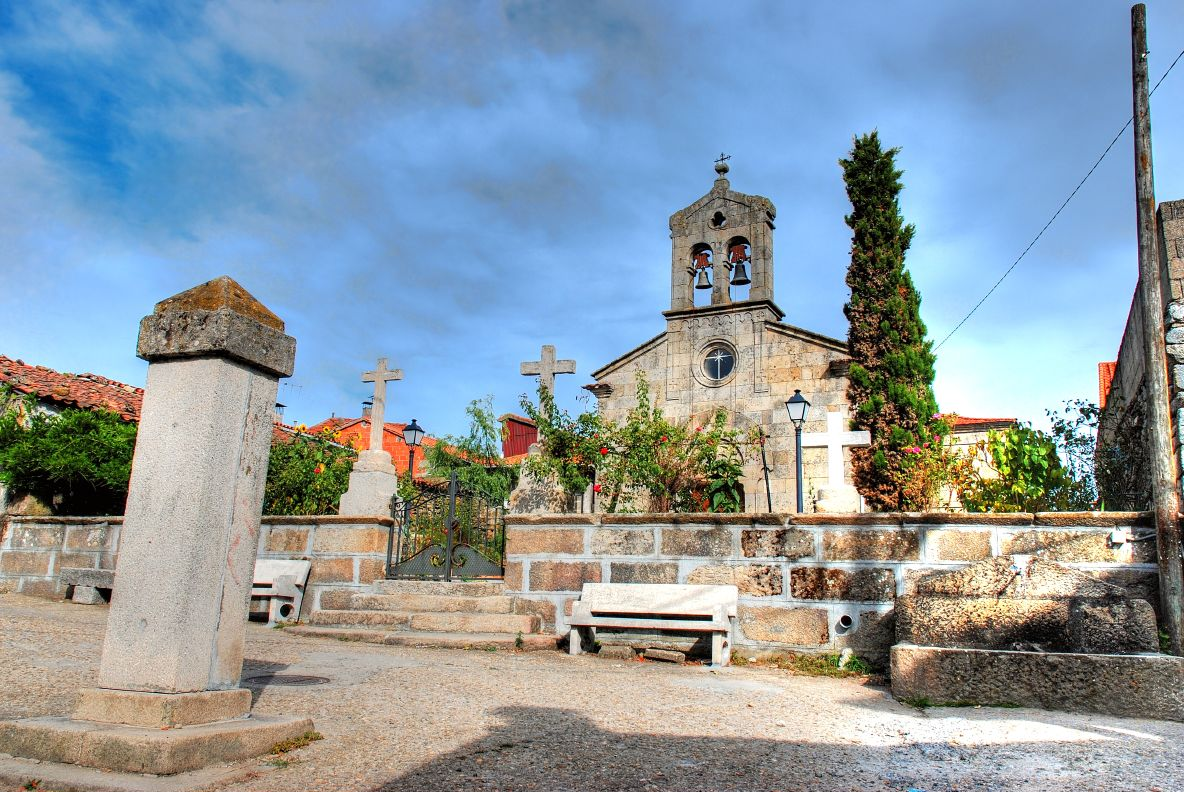
Marienkirche in Oímbra
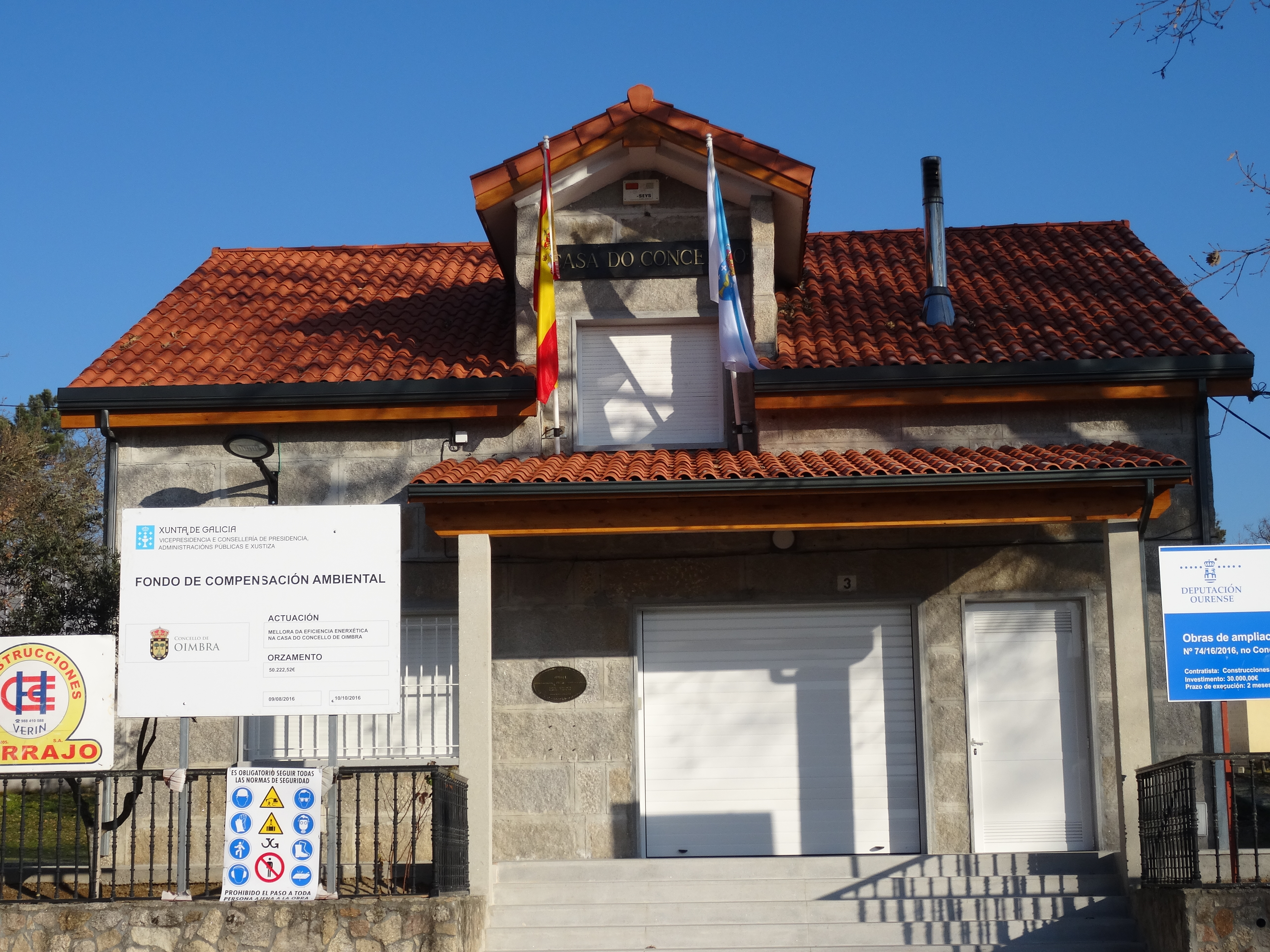
Rathaus
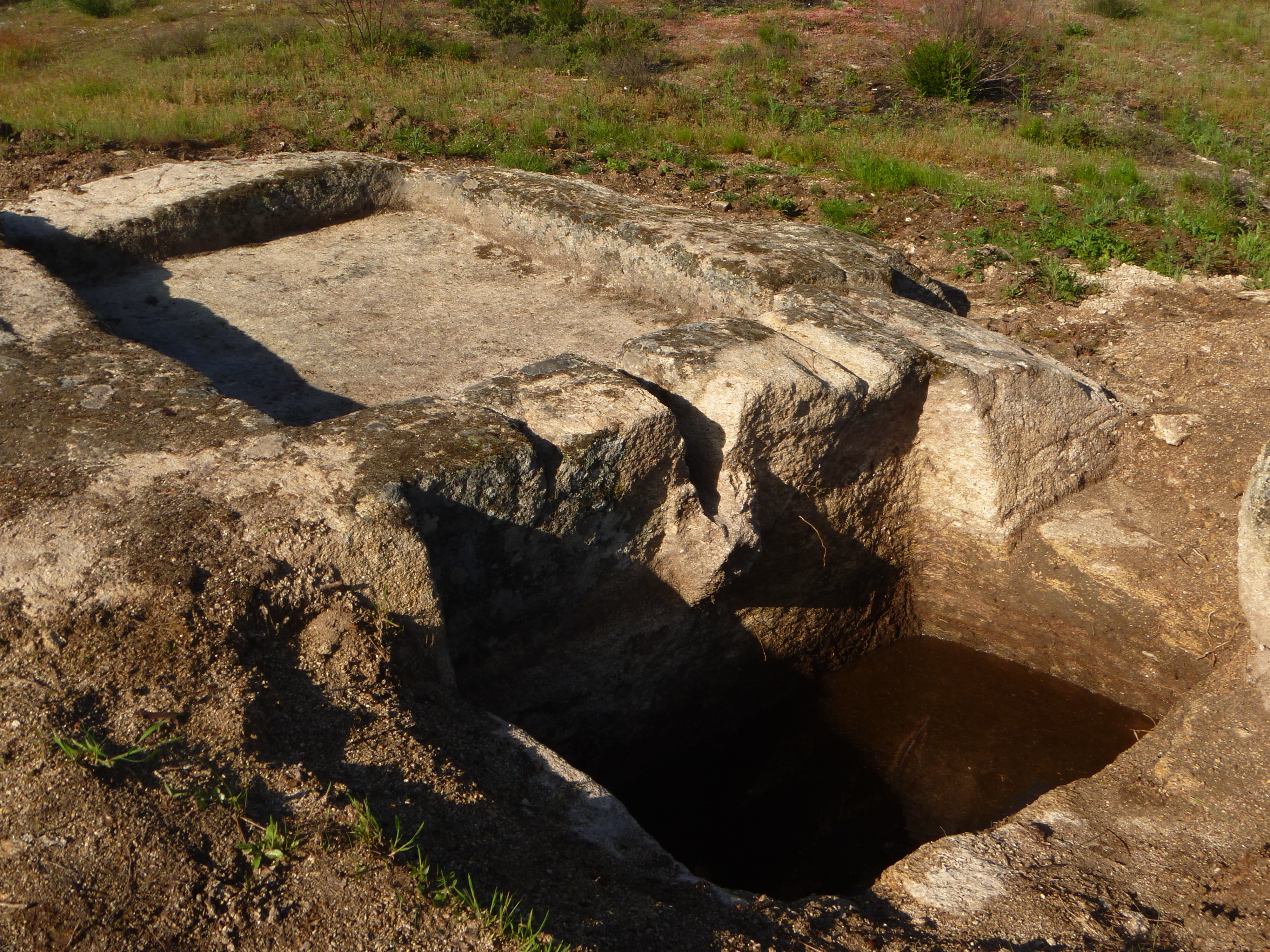
Alte Weinpresse